# Operacja mgińska
Operacja mgińska  (także trzecia bitwa nad Ładogą) — operacja ofensywna wojsk frontów Leningradzkiego i Wołchowskiego prowadzona od 22 lipca do 22 sierpnia 1943 roku, której celem było zniszczenie niemieckiej 18 Armii, uniemożliwienie przerzutu wrogich wojsk dla wsparcia działań na łuku kurskim, uwolnienie mgińskiego węzła kolejowego i przywrócenie trwałego połączenia Leningradu z resztą kraju.

## Sytuacja
Zajmując 29 sierpnia 1941 miejscowość Mga (Okręg Kirowski), wojska niemieckie przerwały ostatnią magistralę kolejową łączącą Leningrad z resztą kraju. W wyniku operacji Iskra 18 stycznia 1943 utworzył się korytarz szerokości 8—11 km, prowadzący do miasta. Następnie Stawka postawiła przed radzieckimi wojskami zadanie rozgromienia ugrupowania przeciwnika wokół Mgy i Siniawina, odblokowania kirowskiej magistrali kolejowej, by w ten sposób przywrócić trwałą komunikację z Leningradem. 
Jednakże operacje ofensywne frontów Leningradzkiego i  Wołchowskiego w lutym – początku kwietnia 1943 nie osiągnęły oczekiwanych rezultatów. Niemieckie wojska trwale utrzymywały front wzdłuż linii Arbuzowo — Siniawino — Gontowa Lepka i mgiński węzeł kolejowy, a także panujące nad okolicą Wzgórza Siniawińskie. Zbudowane w krótkim terminie odgałęzienie Drogi zwycięstwa (Polany — Szlisselburg) wzdłuż południowego wybrzeża Ładogi przechodziło na pewnych odcinkach zaledwie 3-4 kilometry od niemieckich pozycji artyleryjskich i było systematycznie ostrzeliwane, co zagrażało komunikacji z Leningradem.
Ponieważ w końcu wiosny – początku lata 1943 podstawowe siły radzieckiej armii były zaangażowane w rejonie Kurska, Stawka tymczasowo wstrzymała wszystkie operacje zaczepne na kierunku północno-zachodnim. Tylko w lipcu 1943, już w trakcie bitwy na łuku kurskim, podjęto decyzję o przeprowadzeniu operacji mgińskej.

## Cel operacji
Według radzieckiej historiografii operacja miała ograniczony charakter: miano ostatecznie uniemożliwić próby wroga natarcia na Leningrad, związać siły przeciwnika i nie pozwolić na przerzucenie ich na kierunki zachodnie i południowo-zachodnie, wykrwawić 18 Armię i stworzyć warunki do jej rozbicia.
Kirył Mierieckow wspomina, że radzieckie dowództwo nie było pewne, czy operacja może osiągnąć znaczące rezultaty i było gotowe ograniczyć się do lokalnych sukcesów.

(...)  Jakie szanse na sukces?» — Zapytał mnie Stalin. Później poznałem, że takie samo pytanie on zadał także Goworowowi i otrzymał od niego odpowiedź, podobną do mojej: Jeśli będzie stworzona niezbędna przewaga w siłach, operacja zakończy się pomyślnie. Ale dla stworzenia takiej przewagi Stawka nie mogła dać wojsk z rezerw, przygotowywanych dla rozwoju wyłomu w centrum radziecko-niemieckiego frontu. I naczelny głównodowodzący w rozmowie ze mną podkreślił na pożegnanie jeszcze raz: «Główne dla was — nie zagarnięcie terytorium, a zniszczenie niemieckich dywizji! (...).

Razem z tym radzieckie dowództwo liczyło przy sprzyjającym zbiegu okoliczności na osiągnięcie większych celów. Tak w dyrektywie sztabu Frontu Leningradzkiego nr 0025 z 13 lipca 1943 67 Armii określono zadanie:

(...)«… rozbić obronę przeciwnika na froncie Arbuzowo-Siniawino, wspólnie z wojskami Frontu Wołchowskogo okrążyć i zniszczyć siniawińsko-mgińskie ugrupowanie przeciwnika, całkowicie oczyścić wschodni brzeg rz. Newa w rejonie Arbuzowo-Iwanowski i ustalić front na wschodnim brzegu rz. Newa, z 55 A i z Frontem Wołchowskim na linii kirowskiej magistrali kolejowej» (...)

W ten sposób operacja mgińska jest logicznym przedłużeniem ofensywnych działań frontów Leningradzkiego i  Wołchowskiego od początku 1943.

## Siły stron

### ZSRR
Do udziału w operacji radzieckie dowództwo wyznaczyło 67 Armię (dowodzący armią — generał major M. P. Duchanow) z Frontu Leningradzkiego i 8 Armię (dowodzący armią — generał porucznik F. N. Starikow)  z Frontu Wołchowskiego. Oprócz tego, na wypadek sukcesu ogólne natarcie powinna była wspierać część 55 Armii Frontu Leningradzkiego.
Zgodnie z planem operacji 8 Armia wykonywała główne uderzenie z okręgu Krucza na odcinku frontu szerokości 13,5 kilometrów wzdłuż kirowskiej magistrali kolejowej, najpierw na Słowiankę, pos. Michajłowski, a potem na Mga. Pomocnicze uderzenie dla zabezpieczenia lewej flanki uderzeniowego ugrupowania nacierało z okręgu Pogost'ja w kierunku Karbusjel — Turyszkino wzdłuż odgałęzienia kolejowego Mga – Kiriszy.
Dla pomyślnego wyłomu w obronie przeciwnika uderzeniowe ugrupowanie 8 Armii było podzielone na dwie części, każda z nich składała się z dwóch ugrupowań:
- «Północną» grupę uderzeniową stanowiły 
  - 18 Dywizja Strzelecka (ZSRR)
  - 378 Dywizja Strzelecka (ZSRR) (w pierwszym rzucie)
  - 379 Dywizja Strzelecka (ZSRR)
  - 239 Dywizja Strzelecka (ZSRR) (w drugim rzucie).
- «Południową» grupę uderzeniową stanowiły
  - 256 Dywizja Strzelecka (ZSRR)
  - 364 Dywizja Strzelecka (ZSRR) (w pierwszym rzucie),
  - 165 Dywizja Strzelecka (ZSRR)
  - 374 Dywizja Strzelecka (ZSRR) (w drugim rzucie)

Każda strzelecka dywizja pierwszego rzutu była wzmocniona pułkiem czołgów, a 16 Brygada pancerna i 122 Brygada pancerna wzmocniły drugi rzut. 
Do uderzenia pomocniczego zostały wydzielane: 
- 265 Dywizja Strzelecka (ZSRR),
- 382 Dywizja Strzelecka (ZSRR)

Rezerwa:
- 1 Brygada Strzelecka
- 22 Brygada Strzelecka
- 372 Dywizja Strzelecka (ZSRR),
- 286 Dywizja Strzelecka (ZSRR)
- 58 Brygada Strzelecka

67 Armia (ZSRR) – podstawowe uderzenie na odcinku frontu Arbuzowo – Siniawino siłami: 
- 30 Korpus Strzelecki Gwardii| pod dowództwem generała-majora np. Simoniaka w składzie: 
  - 45 Dywizja Strzelecka Gwardii
  - 63 Dywizja Strzelecka Gwardii
  - 64 Dywizja Strzelecka Gwardii

przy wsparciu dwóch brygad i dwóch samodzielnych pułków pancernych. 
Pomocnicze uderzenie  67 Armii wykonano na wschód od wzgórz siniawinskich na froncie Siniawino – Gontowa Lepka 
Do udziału w operacji w składzie 67 i 8 Armii było 253330 żołnierzy 
Wsparcie natarcia zapewniały artyleria dwóch frontów (tylko w pasie nadejścia Frontu Leningradzkiego było  2727 dział i moździerzy, a także 13 Armia Lotnicza (ZSRR) i 14 Armia Lotnicza (ZSRR) – (razem do 1000 samolotów)
Od 29 lipca do 12 sierpnia we wsparciu natarcia uczestniczyło także lotnictwo dalekiego zasięgu, nanosząc uderzenia na linie komunikacyjne przeciwnika na tyłach Grupy Armii Północ począwszy od rejonu Mga i Uljanowka do Ługa, Narwa i Psków.

### Niemcy
Mgińsko-siniawinskiego występu broniło siedem dywizji 18 Armia (III Rzesza) (dowodzący — generał-pułkownik Georg Lindeman) Grupa Armii Północ (dowodzący feldmarszałek Georg von Küchler): 
- 212 Dywizja Piechoty (III Rzesza)
- 69 Dywizja Piechoty (III Rzesza) (na prawej flance obrony w okręgu Karbusjeli, Krucze i Gajtołowo),
- 1 Dywizja Piechoty (III Rzesza)
- 5 Dywizja Górska (III Rzesza) (wzdłuż kirowska magistrala kolejowa),
- 290 Dywizja Piechoty (III Rzesza) (w rejonie gaju «Okrągła»),
- 11 Dywizja Piechoty (III Rzesza) (na Wzgórzach siniawińskich)
- 23 Dywizja Piechoty (III Rzesza) (wzdłuż rzeki Mycia).

Rezerwa niemieckiego ugrupowania składała się z 
- 121 Dywizja Piechoty (III Rzesza)
- 28 Dywizja Piechoty (III Rzesza).

Razem niemieckie ugrupowanie liczyło do 100000 ludzi i około 150 czołgów. 
Wsparcie z powietrza zapewniała część sił 1 Flota Powietrzna Luftwaffe.

## Przebieg operacji
Od 12 lipca artyleria Frontu Leningradzkiego zaczęła planowe niszczenie wrogich punktów oporu i węzłów obrony. Od 17 lipca zaczęła niszczenie obrony przeciwnika artyleria Frontu Wołchowskiego.
22 lipca o godz. 6:35 po półtoragodzinnym artyleryjskim przygotowaniu i masowym uderzeniu lotnictwa, radzieckie wojska przeszły do natarcia. 
Oddziały pierwszego rzutu 8 Armii w natarciu zdołały zdobyć pierwszą linię obrony przeciwnika, gdzie się zatrzymały. Nie zmieniło sytuacji na korzyść wprowadzenie do walki w końcu lipca 379 i 165 Dywizji strzeleckich, które zmieniły 18 Dywizję strzelecką  i 256 Dywizję strzelecką. Dywizja poniosła wielkie straty. Niemiecką obronę wzmocniono na tym odcinku 121 Dywizją Piechoty (III Rzesza) przybyłą z okręgu Arbuzowo. Niemcy okazywali zacięty opór i stale przeprowadzali kontrataki. 
Na początku sierpnia podstawowe siły 8 Armii były skierowywane ponownie na odcinek niemieckiej obrony w okręgu Porieczja, gdzie obronę trzymała 5 Dywizja Górska (III Rzesza). Dla wsparcia już działającym na tym odcinku frontu 378, 364 i 165 Dywizjom strzeleckim wprowadzono do walki 256 i 374 Dywizje strzeleckie oraz 35 i 50 Brygady pancerne. 12 sierpnia przy wsparciu ogniem artyleryjsko-moździerzowym zdobyto silny węzeł obrony przeciwnika w Porieczje, a także wzgórza Ogórek i Leśna. Ale rozwinąć sukcesu nie udało się, nawet pomimo wprowadzenia do walki ostatniej rezerwy 8 Armii 311 Dywizji strzeleckiej.
Niemieckie dowództwo zdołało operatywnie wzmocnić obronę: została tu przerzucona 132, a potem (16 sierpnia) 1 i 254 (z okręgu Czerwony Bór) piesze dywizje. W ciągu kilku dni radzieckie wojska próbowały rozwinąć natarcie, ale nie osiągnęły istotnych rezultatów. 
22 lipca równocześnie z 8 Armią, przeszły do natarcia oddziały 67 Armii. 63 i 45 Dywizja Strzelecka Gwardii atakowały pozycje niemieckich dywizji 121 i 23 w okręgu Arbuzowo, a 43 Dywizja Strzelecka – pozycję niemieckiej 11 Dywizji Piechoty na zachód od Siniawino. Oddziały 67 Armii częściowo rozbiły obronę przeciwnika, ale rozwinąć pierwotnego sukcesu nie zdołały. Niemieckie dowództwo umocniło swoją obronę rezerwami, przerzuciwszy na ten kierunek dywizje 58, 126 (ze składu 16 Armii), a w końcu operacji 132 Dywizji Piechoty – i nie tylko zatrzymali natarcie 67 Armii, ale i odrzucili radzieckie oddziały na wyjściowe pozycje.
22 sierpnia swoją dyrektywą № 30175 Stawka rozkazała 67 i 8 Armiom zaprzestać ataku i przejść do obrony.

## Wyniki operacji
W wyniku zaciętych walk, trwających miesiąc, radzieckie wojska nie zdołały rozgromić mgińsko-siniawińskiego ugrupowania przeciwnika i przywrócić połączenia kolejowego Leningradu z resztą kraju.
W referacie Ł. A. Goworowa dla Stawka (od 21 sierpnia 1943) są zaznaczone podstawowe przyczyny niepowodzenia natarcia: 
- zdolność przeciwnika do nieprzerwanej rekonstrukcji obrony za pomocą kolejnej zmiany w miarę zniszczenia dywizji jednego rzutu dywizjami drugiego, potem trzeciego rzutu itd.
- wyjątkowa piesza i ogniowa gęstość obrony przeciwnika i szczególnie trudne warunki terenowe

Razem z tym, niemieckie wojska, zużywszy wszystkie rezerwy, chociaż i utrzymały zajmowane pozycje, ale nie były w stanie przerzucić części sił Grupa Armii Północ pod Kursk i były zmuszone podjąć dodatkowe środki dla zachowania zajmowanych obronnych rubieży.
Ponieważ w końcu lata 1943, po zdecydowanym zwycięstwie w bitwie pod Kurskiem, ogólne warunki na froncie przechylały się na korzyść radzieckiej armii, Stawka stwierdziła, że wojska Leningradzkiego i Wołchowskich frontów «ściągnęły na siebie znaczne operacyjne rezerwy przeciwnika, zadały jego wojskom ciężką porażkę i tym samym wykonały część położonych na te fronty zadań».
Mga zostało wyzwolone przez oddziały 67 i 8 Armii 21 stycznia 1944.

## Straty

### ZSRR
Ogólne straty frontów Leningradzkiego i Wołchowskiego wyniosły 79937 ludzi (nieodwracalne — 20890, rannych 59047).

### Niemcy
Zgodnie ze sprawozdaniami o stratach, sztabów (18 Armii i 16 Armii) niemieckich, podczas lipcowych walk ogólne straty całej Grupa Armii Północ wynosiły 21522 ludzi, w sierpniu — 26946 ludzi. Ponieważ 16 Armia w ten czas nie prowadziła aktywnych działań bojowych, podstawową część strat poniosły dywizje 18 Armii, odpierające radzieckie natarcie w okręgu Mgi.